# Stawiszcze (przystanek kolejowy)
Stawiszcze – nieczynny przystanek kolejowy i dawny posterunek odgałęźny w Stawiszczach, w województwie podlaskim, w Polsce. Dochodził tutaj tor południowej obwodnicy Czeremchy.